# جواد مناقبی
جواد مناقبی نوایی مشهور به واعظ (زاده ۳ تیر ۱۳۱۰ در تهران – درگذشته ۱۱ مهر ۱۳۸۰) فقیه، استاد فلسفه اسلامی و از واعظان معروف تهران بود. پدر وی محمد مناقبی نوایی مشهور به حاج واعظ نوایی از خطبای تهران و از نوادگان ابن شهرآشوب و داماد محمدحسین طباطبایی مفسر قرآن و نویسنده تفسیر المیزان بود.

## تحصیلات
جواد مناقبی پس از پشت سر گذاشتن تحصیلات ابتدایی در سن ۱۲ سالگی در کسوت روحانیت و تحصیل علوم دینی درآمد. سال‌ها در مدرسهٔ حاج ابوالفتح حوزه علمیه تهران خیابان ری مشغول به تحصیل بود و مقدمات و متون عربی را خواند و به فقه و اصول و فلسفه پرداخت. وی دورهٔ کامل سطح را پیش محمدتقی آملی و سید مرتضی لنگرودی و دیگران گذراند.
دوره دانشگاه روحانی مدرسه علمیه سپهسالار (شهید مطهری) را با احراز رتبه اول درهمه سالها گذراند. سپس به حوزه علمیه قم رفت و در امتحانات ورودی درس خارج، نزد سید محمد محقق داماد و عبد الرزاق امتحان کفایه و مکاسب انجام شد. وی با امتیاز بالا قبول شد و به سید حسین بروجردی معرفی شد.
حدود ۵ سال از درس خارج سید حسین بروجردی، سید محمد محقق داماد، محمد علی اراکی، سید روح‌الله خمینی و جمعی از استادان حوزه استفاده کرد. در تمام این مدت از همهٔ درس‌های سید محمدحسین طباطبایی در تفسیر، اسفار، اصول، عرفان و اخلاق (که خصوصی بود) استفاده کرد و در جلسات فلسفه جدید سید محمدحسین طباطبایی که بعدها در کتاب اصول فلسفه و روش رئالیسم منتشر شد شرکت داشت.
در همین سال‌ها به‌اتفاق محمد مفتح از طریق امتحانات تصدیق مدرسی به دانشگاه تهران وارد شد. ایام تعطیلات حوزه و تابستان‌ها به دروس دانشگاه می‌پرداخت. چون رابطه خوبی بین حوزه و دانشگاه نبود این برنامه را از حوزه پنهان می‌کرد.
پایان دوره لیسانس وی با احراز رتبه اول و معدل ممتاز به دریافت جایزه مدال درجه یک فرهنگی نایل گشت. بعضی از روزنامه‌ها عکسش را در صفحه اول چاپ کردند. خبر در قم منتشر شد. اولین اقدام منفی حوزه این بود که نامش را از دفتر شهریه خط زدند.
از آن طرف در جشن بزرگ آغاز سال تحصیلی و اعطاء جوایز به دانشجویان ممتاز رتبه اول در حضور شاه و استادان بزرگ دانشگاه و مقامات مسئول و سفرا و میهمانان خارجی در دانشگاه تهران شرکت کرد. وی با لباس روحانیت کم سن‌ترین دانشجوی رتبه اول بود. اولین نفر که به شاه معرفی شد وی بود که توجه شاه را نیز برانگیخت.
هنگام اعطای مدال و نصب به سینهٔ ایشان، شاه پرسیده بود: چه خواهید کرد؟ در جواب گفته بود: آرزو دارم در این لباس مقدس به این مملکت خدمت کنم. شاه پرسیده بود: به لباستان مقیدید؟ وی گفت: افتخار خانواده ما است. قرن‌ها است که پدران من در این لباس خدمت کرده‌اند. من از اولاد ابن شهرآشوب صاحب کتاب معروف مناقب هستم و به همین جهت این نام در شناسنامه من به یادگار مانده؛ و سرانجام شاه دستور داد برای ادامهٔ تحصیل با هزینهٔ شخصی وی (شاه) در رشتهٔ فلسفه غرب به آمریکا اعزام شوند؛ ولی دکتر جواد مناقبی این بورسیه را رد کرد.
وی پس از انصراف از بورسیه وارد دانشکده الهیات دانشگاه تهران شده و استاد کلام، فلسفه و منطق شد. مناقبی پس از گذراندن دورهٔ دکتری و گذراندن پایان‌نامه استاد ممتاز شناخته شد و پس از ۱۷ سال تدریس در دانشگاه، با رتبه ۱۰ بازنشسته شد.
وی جزو خطبای معروف جهان تشیع بود و در نقاط مختلف کشور و در لندن، حسینیه خویی و در کویت، به وعظ و خطابه مشغول بودند.
او بعد از کودتای نوژه دستگیر شد و تا چند سال در زندان بود. اتهام او ارتباط‌گیری صادق قطب‌زاده با سیدمحمد کاظم شریعتمداری در رابطه با کودتا اعلام شد. 
در سال ۱۳۴۱ و در سن ۳۱ سالگی به دامادی سید محمدحسین طباطبایی درآمد. وی در ۱۱ مهر سال ۱۳۸۰ درگذشت و در قبرستان ابوحسین قم در مقبرهٔ سید محمدکاظم شریعتمداری به خاک سپرده شد.